# Mari Palma
Mariana Faria Palma (São Paulo, 29 de março de 1989), mais conhecida como Mari Palma, é uma jornalista e apresentadora brasileira que se tornou conhecida por apresentar o G1 em 1 Minuto. Em 2017 ganhou o prêmio de Mulher Imprensa, na categoria de "Repórter de Site de Notícias".

## Biografia

### Carreira
Mariana é formada em Jornalismo pela Faculdade Cásper Líbero e é pós-graduada em comunicação e moda.
Foi na Globo a sua primeira experiência como jornalista. Entrou na emissora em 2008, como estagiária do núcleo de vídeos e chats da Globo.com. Dois anos depois, foi contratada e passou a integrar a equipe de mídias sociais do G1. Eventualmente, era escalada para reportagens. Aos 23 anos, recebeu o convite para ser editora do site do programa Bem Estar.
Estreou na televisão em 20 de abril de 2015, apresentando o G1 em 1 Minuto. Em 2016 recebeu o prêmio de Mulher Imprensa, na categoria de "Repórter de Site de Notícias".
Ao lado de Renata Ceribelli, apresentou em 2017 o quadro "Fant360" do programa dominical Fantástico, revezando a cada domingo com a apresentadora.
Em julho de 2019, Mari pediu demissão da Globo, logo após ao pedido semelhante feito por seu namorado Phelipe Siani. Ambos foram contratados no mesmo mês pela emissora CNN Brasil, recém-chegada ao país.. Na emissora, Mari e Phelipe apresentaram juntos o Live CNN Brasil, até ser substituída por Marcela Rahal pouco antes da estreia de seu novo programa ao lado de Gabriela Prioli e Leandro Karnal. Mari também produz o podcast Na Palma da Mari, focado em cultura pop e geek, disponível no Spotify e no site da CNN Brasil.
Começando em 13 de julho de 2020, Mari Palma apresenta o programa CNN Tonight, baseado na versão norte-americana de mesmo nome de segunda a quinta feira, com Gabriela Prioli e Leandro Karnal. Desde outubro de 2021 apresenta o programa Em Alta CNN, na CNN Brasil, ao lado de Phelipe Siani, e desde junho de 2022, também passa a apresentar o Popverso CNN.

### Vida pessoal
É filha de Luiz Palma e Elenice Palma. Seu pai ficou totalmente cego quando Mari tinha dez anos, em função de uma retinose pigmentar. Ele morreu em 13 de março de 2021, vitimado por um câncer.
Mari começou a namorar o jornalista Phelipe Siani em 2017, quando os dois ainda trabalhavam na TV Globo. Em 28 de agosto de 2022 Mari se casou com Phelipe em Itatiba, cidade do interior de São Paulo. e se separou dele em 03/02/2023 

## Trabalhos
| Ano           | Título               | Função         | Emissora   |
| ------------- | -------------------- | -------------- | ---------- |
| 2015–18       | G1 em 1 Minuto       | apresentadora  | Rede Globo |
| 2017          | Fantástico           | repórter       | Rede Globo |
| 2018–19       | Globo Esporte        | repórter       | Rede Globo |
| 2019          | Mais Você            | repórter       | Rede Globo |
| 2019          | É de Casa            | repórter       | Rede Globo |
| 2020          | Live CNN Brasil      | âncora         | CNN Brasil |
| 2020          | O Mundo Pós-Pandemia | entrevistadora | CNN Brasil |
| 2020–2021     | CNN Tonight          | apresentadora  | CNN Brasil |
| 2021          | CNN Nosso Mundo      | entrevistadora | CNN Brasil |
| 2021-2022     | Em Alta CNN          | apresentadora  | CNN Brasil |
| 2022-presente | Popverso CNN         | apresentadora  | CNN Brasil |

## Podcasts
- 2020–presenteː Na Palma da Mari

## Prêmios e indicações
| Ano  | Premiação              | Categoria                    | Trabalho | Resultado |
| ---- | ---------------------- | ---------------------------- | -------- | --------- |
| 2017 | Troféu Mulher Imprensa | Repórter de Site de Notícias | G1       | Venceu    |